# Marek Solczyński
Marek Solczyński (ur. 7 kwietnia 1961 w Stawiszynie) – polski duchowny katolicki, arcybiskup, nuncjusz apostolski w Tanzanii w latach 2017-2022, nuncjusz apostolski w Turcji, Azerbejdżanie i Turkmenistanie od 2022.

## Życiorys
Pochodzi z parafii pw. św. Urszuli w Zbiersku na terenie diecezji kaliskiej, tutaj został ochrzczony. Dzieciństwo i lata młodości spędził w Guzowie. Po ukończeniu w 1981 Technikum w Zespole Szkół nr 1 w Żyrardowie wstąpił do Wyższego Metropolitalnego Seminarium Duchownego w Warszawie. Święcenia kapłańskie otrzymał w Warszawie 28 maja 1987 w archikatedrze św. Jana Chrzciciela z rąk kardynała Józefa Glempa. Po święceniach, w latach 1987–1989, pracował jako wikariusz w parafii pw. MB Częstochowskiej w Józefowie. 
W 1989 rozpoczął przygotowanie do służby dyplomatycznej na Papieskiej Akademii Kościelnej. Równocześnie studiował na Papieskim Uniwersytecie Gregoriańskim, gdzie obronił doktorat z prawa kanonicznego. 1 kwietnia 1993 rozpoczął służbę w dyplomacji watykańskiej. Pracował w nuncjaturach apostolskich w Paragwaju, Rosji, przy O.N.Z. w Stanach Zjednoczonych, Turcji, Czechach i Hiszpanii.
26 listopada 2011 został mianowany przez Benedykta XVI nuncjuszem apostolskim w Gruzji oraz arcybiskupem tytularnym Caesarea in Mauretania Cezarei Mauretańskiej. Sakrę biskupią otrzymał 6 stycznia 2012 w bazylice św. Piotra na Watykanie z rąk papieża Benedykta XVI. 
15 grudnia 2011 został równocześnie akredytowany nuncjuszem apostolskim w Armenii, a 14 kwietnia 2012 w Azerbejdżanie.
25 kwietnia 2017 został nuncjuszem apostolskim w Tanzanii.
2 lutego 2022 został nuncjuszem apostolskim w Turcji. 14 lutego 2022 został również akredytowany w Azerbejdżanie, a 8 września 2022 – w Turkmenistanie. 
Oprócz polskiego mówi w językach: angielskim, francuskim, włoskim, rosyjskim, hiszpańskim, czeskim.